# 岬風右子
岬 風右子（みさき ふうこ、1974年12月13日 - ）は、日本の女優、声優。東京都出身。

## 人物
以前はオフィスジュニアに所属していた。
当初は女優として活動していたが、声優に転向し、東映アニメーション作品に出演していた。
特技は日本舞踊、水泳、書道。

## 出演作品

### テレビドラマ
- アリよさらば（1994年）

### テレビアニメ
1996年
- 花より男子（遠藤真木子）

1999年
- おジャ魔女どれみ（森野かれん）

2001年
- も〜っと! おジャ魔女どれみ（長門かよこ）

2002年
- おジャ魔女どれみドッカ〜ン!（2002年 - 2003年、長門かよこ）

2003年
- 明日のナージャ（メリーアン・ハミルトン[3]、貴婦人）

### OVA
2004年
- おジャ魔女どれみナ・イ・ショ（女優）

### 劇場アニメ
1997年
- 花より男子（遠藤真木子）

### CD
- おジャ魔女ドッカ〜ン! CDくらぶ その5 キャラクター・ヴォーカルコレクション